# José Gómez del Moral
Pour les articles homonymes, voir José Gómez, Gómez et Moral.
José Gómez del Moral, né le 4 décembre 1931 à Cabra et mort le 7 août 2021 à Sogamoso, est un coureur cycliste espagnol. Professionnel de 1955 à 1963, il a notamment remporté le Tour de Catalogne et le Tour d'Andalousie en 1955 ainsi que le Tour de Colombie en 1957. Il est le frère d'Antonio Gómez del Moral.

## Palmarès
- 1954
  - 2e du Grand Prix d'Andalousie
- 1955
  - Tour d'Andalousie :
    - Classement général
    - 2e étape

  - Classement général du Tour de Catalogne
  - 3e du championnat d'Espagne indépendants
- 1956
  - 2e étape du Tour du Levant
  - 2e du Tour d'Andalousie
- 1957
  - Tour de Colombie :
    - Classement général
    - 7e étape

  - 2e du Tour du Maroc
- 1958
  - 2e étape du Tour d'Andalousie
  - 3e du Tour d'Andalousie
- 1959
  - 3e étape du Tour d'Andalousie
- 1960
  - 11ea étape du Tour du Portugal
  - 2e du Tour d'Andalousie
- 1961
  - 1rea étape du Tour d'Espagne (contre-la-montre par équipes)
  - 3e de Barcelone-Madrid

## Résultats sur les grands tours

### Tour de France
3 participations
- 1959 : 47e
- 1960 : abandon (3e étape)
- 1961 : hors délai (2e étape)

### Tour d'Espagne
9 participations
- 1955 : 16e
- 1956 : abandon (11e étape)
- 1957 : 35e
- 1958 : abandon (6e étape)
- 1959 : non-partant (14e étape)
- 1960 : 17e
- 1961 : abandon (16e étape), vainqueur de la 1rea étape (contre-la-montre par équipes)
- 1962 : abandon (12e étape)
- 1963 : 51e